# 김주공
김주공(金周공, 1996년 4월 23일 ~ )는 대한민국의 축구 선수로 현재 대구 FC에서 오른쪽 윙어, 쪽 윙어, 센터포워드으로 활동 중이다.

## 클럽 경력
2023 시즌 6월 1일 김봉수와 함께 상무 최종 합격이 발표되며 다음 해에 입대한다.
36라운드 FC 서울 홈경기에서 후반 막판 상대 페널티 박스에서 서울 골키퍼 백종범과 충돌해 실려나갔고, 우측 십자인대 파열 진단을 받았다. 결국 군면제가 확정되어 제주에 잔류하게 되었다.
2024 시즌 36라운드 대구 원정 경기에서 후반 시작 이전 교체 투입하였고, 멀티골을 만들어내며 팀의 2 – 2 무승부와 함께 다음 시즌 K리그1 잔류 확정에 기여했다.